# Кемеровский государственный университет
Ке́меровский госуда́рственный университе́т (КемГУ) — высшее учебное заведение, опорный вуз Кемеровской области — Кузбасса, расположенный в городе Кемерово. Университет основан в 1953 году как Кемеровский государственный педагогический институт (КГПИ). Статус университета получил в 1974 году для подготовки кадров для Кемеровской области. Кемеровский госуниверситет является крупнейшим вузом Кемеровской области. В апреле 2017 года КемГУ стал победителем конкурса образовательных организаций высшего образования на финансовое обеспечение программ развития федеральных организаций высшего образования за счёт средств федерального бюджета и вошёл в число 33 опорных вузов России.
Включён в рейтинг лучших вузов развивающихся стран Европы и Средней Азии QS EECA — 2021 (позиции 351—400). По версии Европейской Научно-промышленной палаты (ARES), вуз попал в топ-100 университетов России. В 2021 году Кемеровский государственный университет вошёл в число вузов-победителей конкурсного отбора программы стратегического академического лидерства «Приоритет 2030».

## История университета
Официальные названия:
- Кемеровский педагогический техникум (1928—1949)
- Кемеровский учительский институт (1949—1953)
- Кемеровский государственный педагогический институт (1953—1973)
- Кемеровский государственный университет (1974—настоящее время)

Кемеровский государственный университет был открыт 1 января 1974 года в соответствии с Постановлением Совета министров СССР от 22.02.1973 г. № 122, Постановлением Совета министров РСФСР от 02.03.1973 года № 112 и Приказом Минвуза РСФСР от 06.04.1973 года № 136 на базе Кемеровского государственного педагогического института. В первый год существования университета было 10 факультетов (математический, физический, химический, биологический, исторический, филологический, экономико-правовой, романо-германской филологии, физвоспитания, дошкольный).
В 1983 году — к КемГУ присоединён Кемеровский филиал ВЗФЭИ (Всесоюзный финансово-экономический институт). КемГУ занял 1 место в соревновании вузов РСФСР в области ТБ.
В 1990 году — образован Межотраслевой региональный центр повышения квалификации и переподготовки кадров при КемГУ.
В 1995 году — открыт социально-психологический факультет.
В 2003 году — открыт факультет политических наук и социологии.
В 2013 году, путём реорганизации, к КемГУ присоединена Кузбасская государственная педагогическая академия.
В апреле 2017 года КемГУ стал победителем конкурса образовательных организаций высшего образования на финансовое обеспечение программ развития федеральных организаций высшего образования за счёт средств федерального бюджета и вошёл в число 33 опорных вузов России.
1 февраля 2018 года Кемеровский технологический институт пищевой промышленности (университет) присоединён к КемГУ как структурное подразделение.

## Ректоры
- Муромцев, Леонид Иванович (01.09.1953—15.11.1953 гг.)
- Постников, Валентин Семёнович (01.11.1953—30.07.1960 гг.)
- Боченков, Константин Фёдорович (01.08.1960—02.04.1963 гг.)
- Чистяков, Николай Николаевич (03.04.1963—31.01.1974 гг.)
- Николаенко, Пётр Тимофеевич (01.02.1974—17.02.1974 гг.), и. о. ректора КемГУ
- Михайлов, Владимир Андреевич (18.02.1974—24.05.1978 гг.)
- Захаров, Юрий Александрович (25.05.1978—04.04.2005 гг.)
- Невзоров, Борис Павлович (05.04.2005—13.11.2005 гг.), и. о. ректора КемГУ
- Поварич, Илья Прохорович (14.11.2005—25.06.2007 гг.)[14]
- Свиридова, Ирина Альбертовна (26.06.2007—25.06.2012 гг.)[15]
- Волчек, Владимир Алексеевич (26.06.2012—28.01.2016 гг.)[16]
- Просеков, Александр Юрьевич (28.01.2016—н.в.).[5]

## Структура

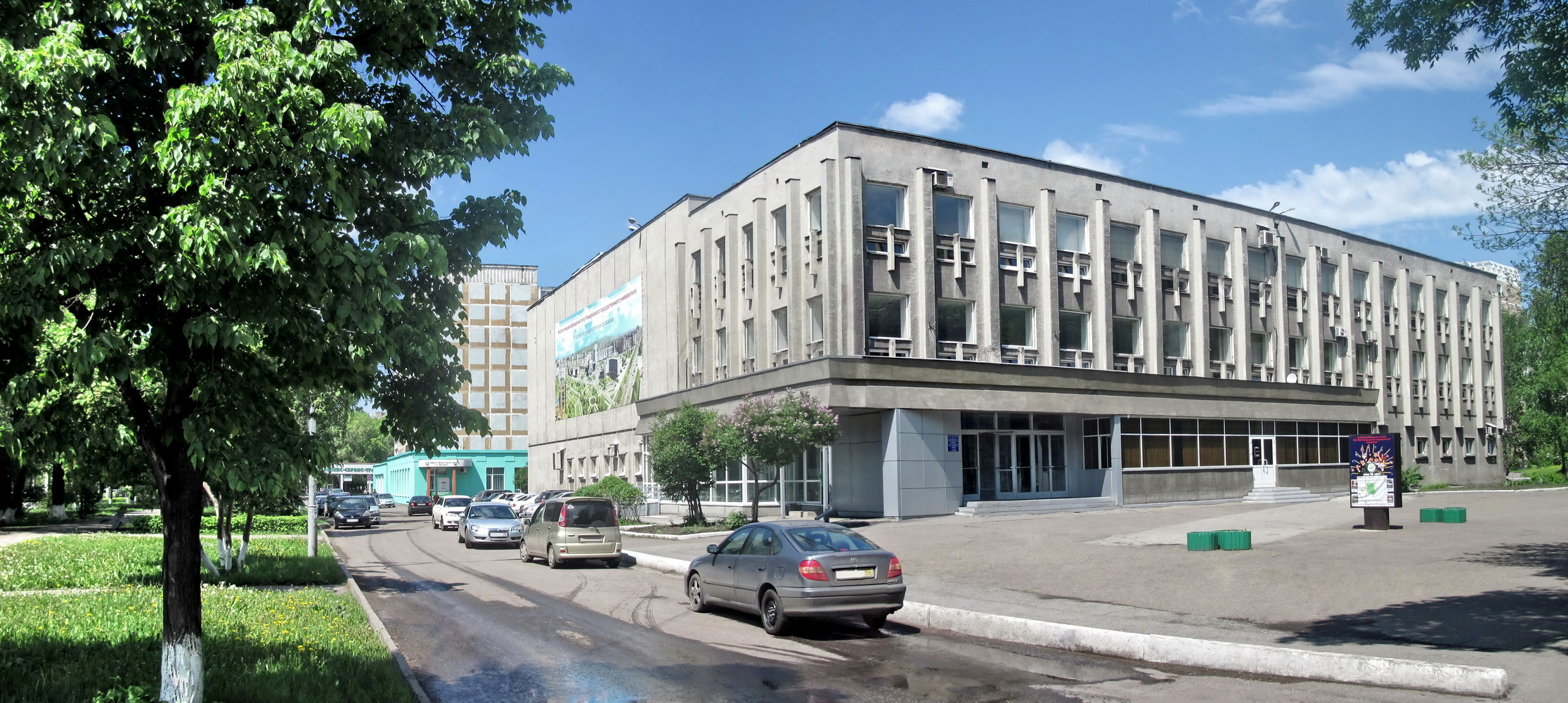
Главный корпус КГПИ Кемеровского государственного университета

### Институты
По состоянию на 2024 год, в университете действуют 14 институтов, один колледж и два филиала.

### Филиалы
- Кузбасский гуманитарно-педагогический институт Кемеровского государственного университета[6].

Расположен в городе Новокузнецк. Основан в 1995 году. Обучается свыше 5000 человек по более чем 50 направлениям (в том числе по педагогическим 3400 человек). Состоит из пяти факультетов, спорткомплекса, двух общежитий. В 2014 году к филиалу присоединена КузГПА. С 1 сентября 2017 года директор — Вержицкий Данил Григорьевич.
- Беловский институт (филиал) Кемеровского государственного университета.

### Научные подразделения
- Библиотека
- Планетарий
- Ботанический сад
- Издает журнал Вестник КемГу (с 1.3.23 Сибскрипт)